# 紅毛港朝天宮
22°35′05″N 120°20′10″E / 22.584591°N 120.336241°E
紅毛港朝天宮位於臺灣高雄市前鎮區，是主祀天上聖母的廟宇。該廟舊址在小港區紅毛港姓蘇仔聚落，有「姓蘇仔廟」的稱呼。廟中神明原先供奉在紅毛港朝鳳寺內，後來分祀，另建朝天宫。該廟在高雄港第二港口闢建時已遷廟過一次，後來因高雄港洲際貨櫃中心興建導致紅毛港遷村而於前鎮區重建。
遷村之後，朝天宫捐款芳名碑文上，蘇姓居民並未特別突出，顯示該廟的血緣色彩逐漸退去，信徒範圍也擴展到鳳山中崙、小港桂林、三民區等地。但廟後有堂號「武功」的蘇姓宗祠，兩者的管理組織組成仍有關聯性。

## 沿革
朝天宫廟中的諸神，據說是信徒們的祖先從原鄉帶來臺灣。而天上聖母神像，相傳是乾隆十年（1745年）由先民攜來。最初，這些神明一起供奉在朝鳳寺中，但據說因人口增加，光緒年間為方便祭祀，蘇姓居民乃擲筊分請天上聖母，與張、鍾、陳等姓居民另建朝天宫。最初僅是簡陋草寮，後來改建石廟。朝天宫雖然未被《鳳山縣采訪冊》（1894年）記載，但有出現在日治時期曾景來《臺灣宗教與迷信陋習》（1938年）一書中。
朝天宫日治時期的原址在「鳳山郡小港庄紅毛港212番地」，民國53年（1964年）因廟地狹小而在北邊建新廟，但後來因高雄港開闢第二港口（1967年），朝天宫遂遷到海汕五路132號重建，於民國61年（1972年）落成，後來（1986年）再增建牌樓。此外朝天宫的「姓張仔」信徒因為第二港口闢建，而遷居對岸的「臨海新村」。因要回朝天宮參拜需要乘船來回不方便，張姓信徒們遂分靈在臨海新村建「臨鳳宮」。
民國96年（2007年）11月17日，朝天宫舉行遷廟儀式。而後新廟於民國102年（2013年）落成，該年1月12日到14日舉行謝土安座大典與慶成三朝祈安清醮，並請來北港朝天宮、下營茅港尾天后宮與旗津天后宮的媽祖共襄盛舉。民國104年（2015年），朝天宫除因遷入新廟滿三年，也因為之前發生高雄氣爆、澎湖空難等事件而舉行五朝祈安清醮。

## 祭祀
朝天宫除供奉天上聖母之外，還供奉有九龍三公、池府千歲、五府千歲、溫府千歲、吳府千歲、註生娘娘、福德正神等神明。另外有說法是朝天宫原本開基神是九龍三公，據說來自金門，神像漂流被居民撿起供奉，早期問事都是九龍三公降駕，後來才讓位給天上聖母。
朝天宫的天上聖母神像有大媽、二媽、三媽三尊，小尊的二媽是開基媽祖，大媽、三媽則是從北港朝天宮分香而來。而因為有分香關係，紅毛港朝天宮的信徒有在媽祖生前夕前往北港朝天宮進香的慣例。過去是以步行前往，要費時兩天一夜。

### 交陪
朝天宫在遷村之前，主要與有分香關係的北港朝天宮往來。遷村之後，開始與臺灣其他媽祖廟建立交陪互動，除有參加安座大典的茅港尾天后宮、旗津天后宮外，也與內門順賢宫、臺中大甲鎮瀾宮、彰化鹿港天后宮、雲林西螺福興宮等廟往來。

## 其他
二次大戰期間，朝天宫也有媽祖接砲彈之類的傳說。而過去醫藥不發達的時候，信徒會向媽祖祈求，從神像底部挖一點粉末混水服下，是以神像底部有個窟窿。
而在紅毛港遷村後重建新廟的過程中，據說原本考量經費問題只考慮建150坪，但神明指示要蓋280坪，且會協助處理經費問題。而後廟體剛完成粗胚，便有神龕處浮現媽祖形象之事，經報導後吸引不少信徒捐款。此外據說又有數起原本與朝天宫沒有什麼淵源的人，忽然有所感應而捐款之事。

## 外部連結
- 紅毛港朝天宮的Facebook專頁